# Borkenwirthe
Borkenwirthe (plattdeutsch Weerde) ist eine zu Borken gehörende Bauerschaft im gleichnamigen Kreis. In der Streusiedlung leben etwa 1100 Einwohner. Bis 1969 bildeten Borkenwirthe und die benachbarte Ortschaft Burlo eine eigenständige Gemeinde.
Durch das Areal zieht sich die ehemalige Bahnstrecke Winterswijk–Gelsenkirchen-Bismarck, die hier seit 1996 stillgelegt ist.
Im Zentrum Borkenwirthes liegt die Kirche Hl. Kreuz, die heute zur Pfarrgemeinde St. Ludgerus in Weseke gehört.